# Edward F. Noyes

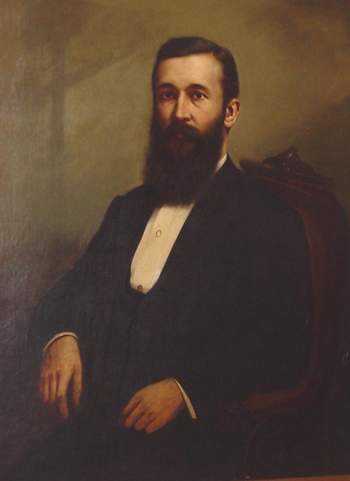
Edward F. Noyes

Edward Follansbee Noyes, född 3 oktober 1832 i Haverhill, Massachusetts, död 4 september 1890 i Cincinnati, Ohio, var en amerikansk republikansk politiker, jurist och diplomat. Han var den 30:e guvernören i delstaten Ohio 1872-1874.
Noyes utexaminerades 1857 från Dartmouth College. Han avlade sedan 1858 juristexamen vid Cincinnati Law School. Han deltog i amerikanska inbördeskriget i nordstaternas armé. Överste Noyes sårades 4 juli 1864 i Georgia och vänsterfoten måste amputeras. Han arbetade efter kriget som domare i Hamilton County, Ohio. Han besegrade demokraten George Wythe McCook i guvernörsvalet i Ohio 1871 och efterträdde 8 januari 1872 Rutherford B. Hayes som guvernör. Noyes kandiderade till omval men förlorade mot utmanaren William Allen.
Noyes stödde Rutherford B. Hayes i presidentvalet i USA 1876. Hayes utnämnde 1877 Noyes till chef för USA:s diplomatiska beskickning i Frankrike. Noyes tjänstgjorde som USA:s minister i Paris fram till slutet av Hayes mandatperiod som USA:s president år 1881.
Noyes grav finns på Spring Grove Cemetery i Cincinnati.